# Küche Osttimors

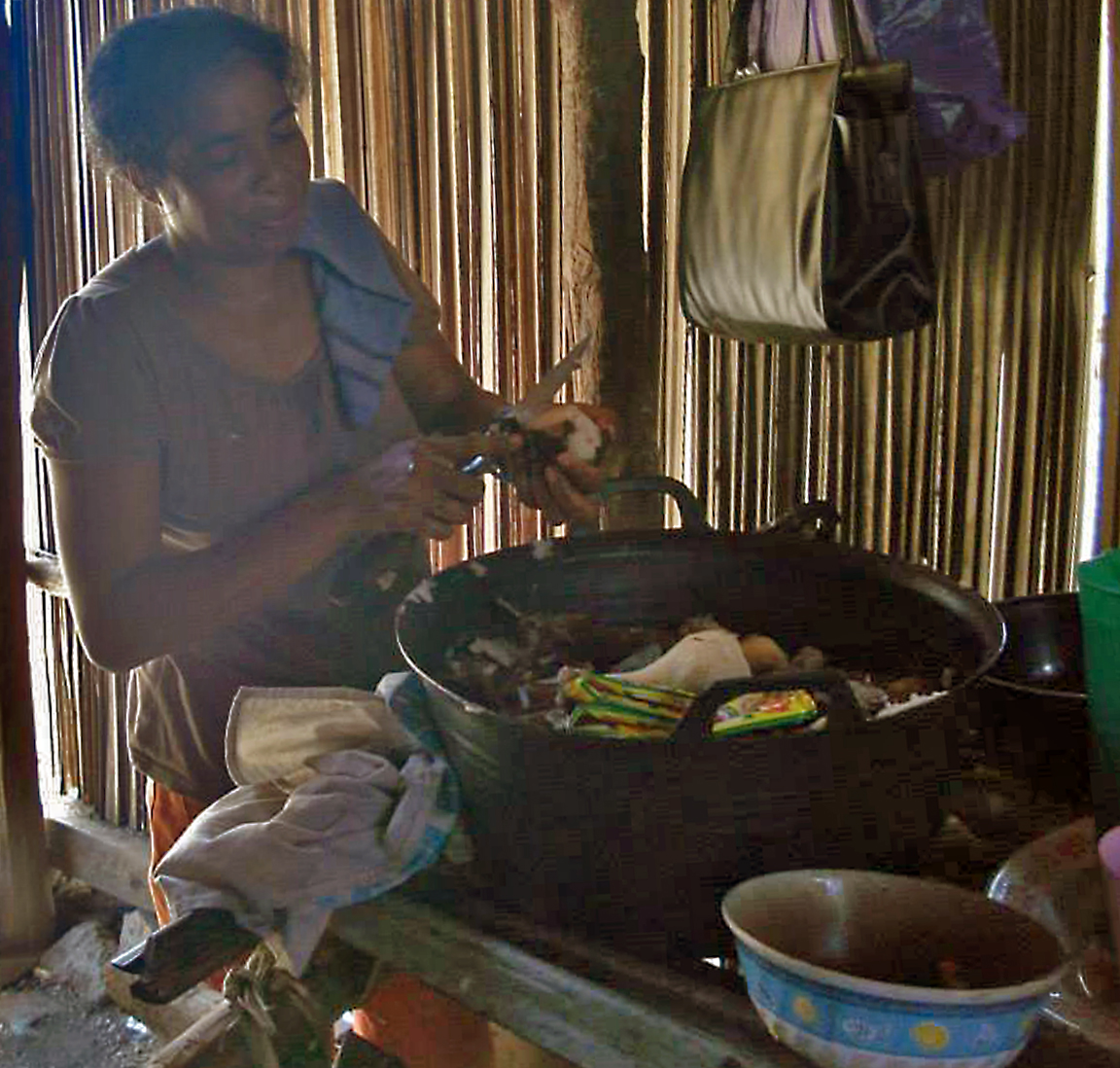
Kochen in Osttimor

Die Küche Osttimors bildet eine Mischung, die sowohl die geographische Lage des Landes am Rande Südostasiens zu Melanesien widerspiegelt als auch seine Vergangenheit mit seinen Einwanderern und Eroberern.
Drei Mahlzeiten am Tag sind üblich, wobei das Mittagessen gewöhnlich zwischen zwölf Uhr mittags und zwei Uhr nachmittags eingenommen wird.

## Einflüsse und kulturelle Varianten

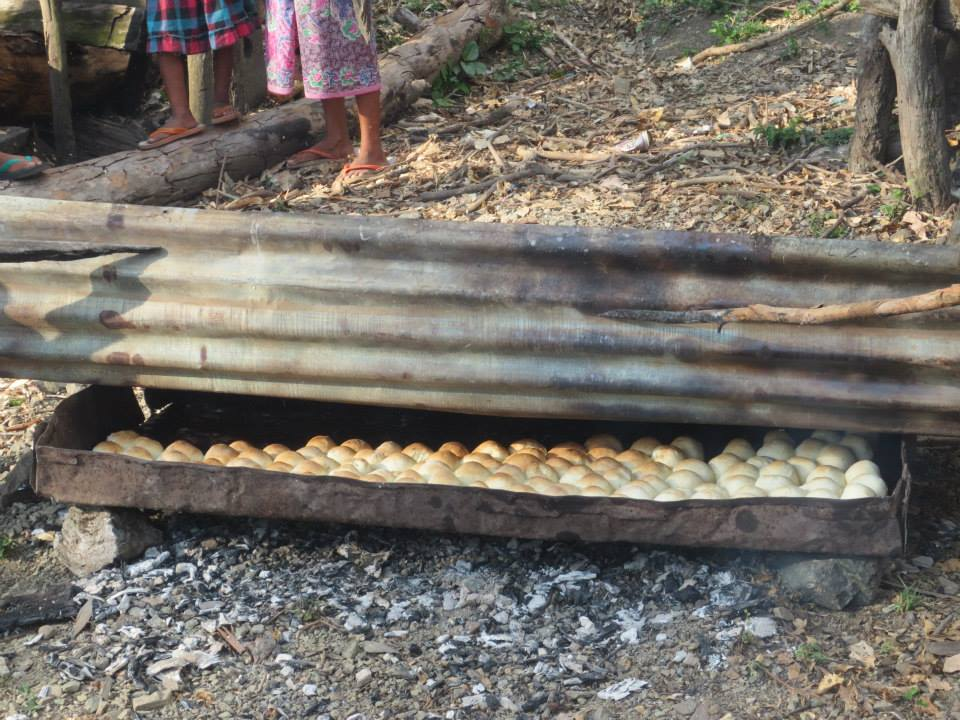
Brotbacken in Cova Lima

Osttimor liegt in einem Gebiet, in dem die javanische Reiskultur auf die auf Wurzeln basierende Kultur Melanesiens trifft. Allgemein sind Reis und Mais die Hauptnahrungsmittel in Osttimor. Im Unterschied zu den benachbarten Regionen in Indonesien weist die osttimoresische Küche portugiesische Einflüsse auf, ein Erbe der fast 500 Jahre Kolonialzeit, die bis 1975 andauerte. Dazu kommen Beiträge von chinesischen Einwanderern und aus der indonesischen Besatzungszeit.
Aufgrund der lokal sehr unterschiedlichen Umweltbedingungen und ethnischen Zersplitterung können sich regional die Ackerpflanzen und Nutztiere sehr unterscheiden. Im Flachland dominiert der Reisanbau (Nass- und Trockenreis), im Hochland mehr der von den Europäern eingeführte Mais. Mal wird der Wasserbüffel als Fleischlieferant bevorzugt, andernorts züchtet man Schweine. Eine Besonderheit in Oe-Cusse Ambeno sind verbreitete Nahrungstabus. Je nach Clanzugehörigkeit werden bestimmte Lebensmittel nicht gegessen, was Meeresfrüchte, Kokosnüsse oder auch Eier betreffen kann und ein Grund dafür ist, dass die Fischerei hier wenig entwickelt ist.

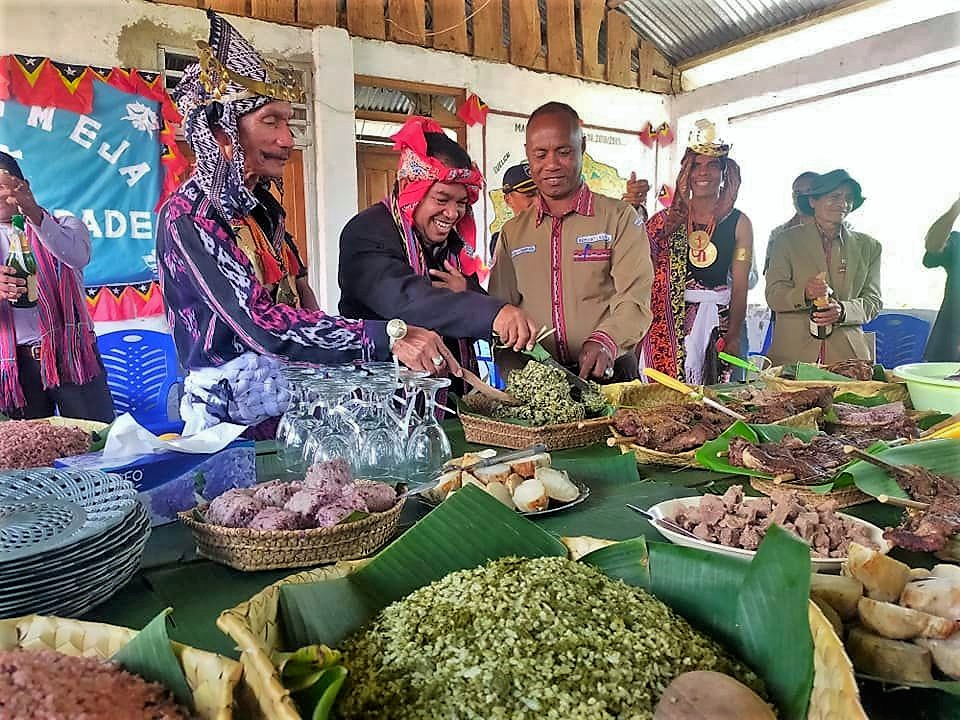
Festessen in Afaloicai (Baguia)

Die chinesische Minderheit in Osttimor besteht vor allem aus Hakka, deren ursprüngliche Küche portugiesische Elemente aufnahm. Im Gegensatz zu Macau, wo für die angestammte chinesische Bevölkerung in den letzten Jahren Brot an Bedeutung verloren hat, ist es für die Hakka in Osttimor weiterhin ein Grundnahrungsmittel, das viele Familien backen und verkaufen.
Im Laufe der letzten Jahre geraten traditionelle Lebensmittel immer mehr in Vergessenheit. Die jüngere Generation sieht oft darin ein Arme-Leute-Essen und greift auf importierte Nahrungsmittel zurück, vergisst dabei lokale Nahrungspflanzen und ihre Zubereitung, was zu Vergiftungen führen kann. Wissen ging auch während des Krieges gegen die Indonesier (1975–1999) verloren, weil Ältere umkamen. Einige Cafés und Restaurants in Dili wenden sich gegen diesen Trend und bieten gezielt Gerichte, die auf lokalen Zutaten, wie Wildpflanzen an und auch Kochkurse, in denen die traditionellen Speisen als nachhaltige und gesunde Alternative angeboten werden. Gerade Wildpflanzen, wie Maek (Knolle), Lehe (Bohnenart), Kali’i, Uhi (Süßkartoffeln), Kotomoruk (wilde, giftige Bohne), Fehuk (Art von Kartoffel) und Aifarina (Maniok) sicherten den Menschen in der Besatzungszeit auf der Flucht vor Gewalt oft das Überleben. Manche Widerstandskämpfer orientierten sich an Affen und anderen Tieren bei der Nahrungssuche. Was Tiere aßen, müsste auch für Menschen genießbar sein, so die Hoffnung.

## Verwendete Lebensmittel und Zubereitungsformen

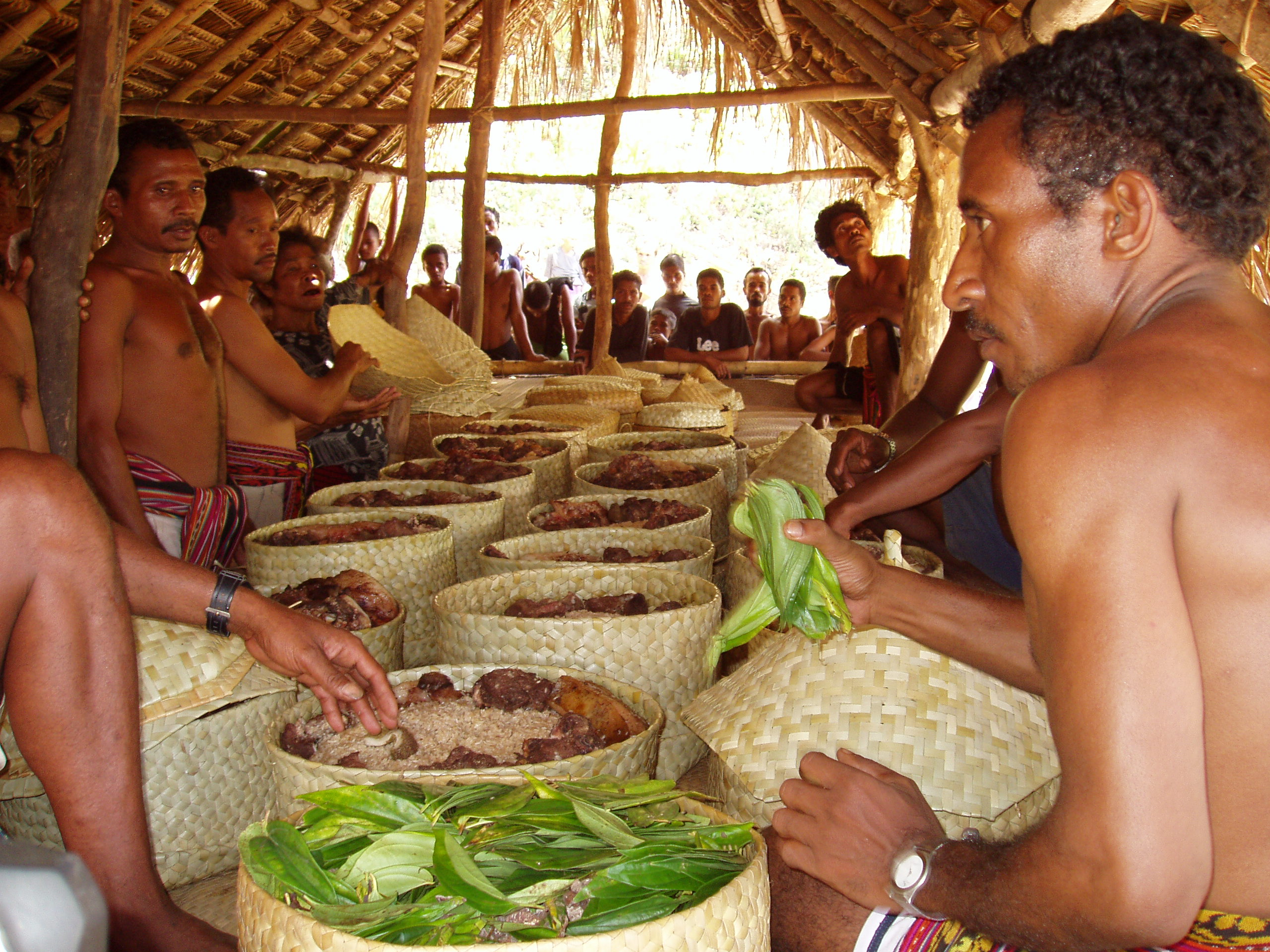
Betelpfefferblätter, Reis und Büffelfleisch beim Baha-Liurai-Fest

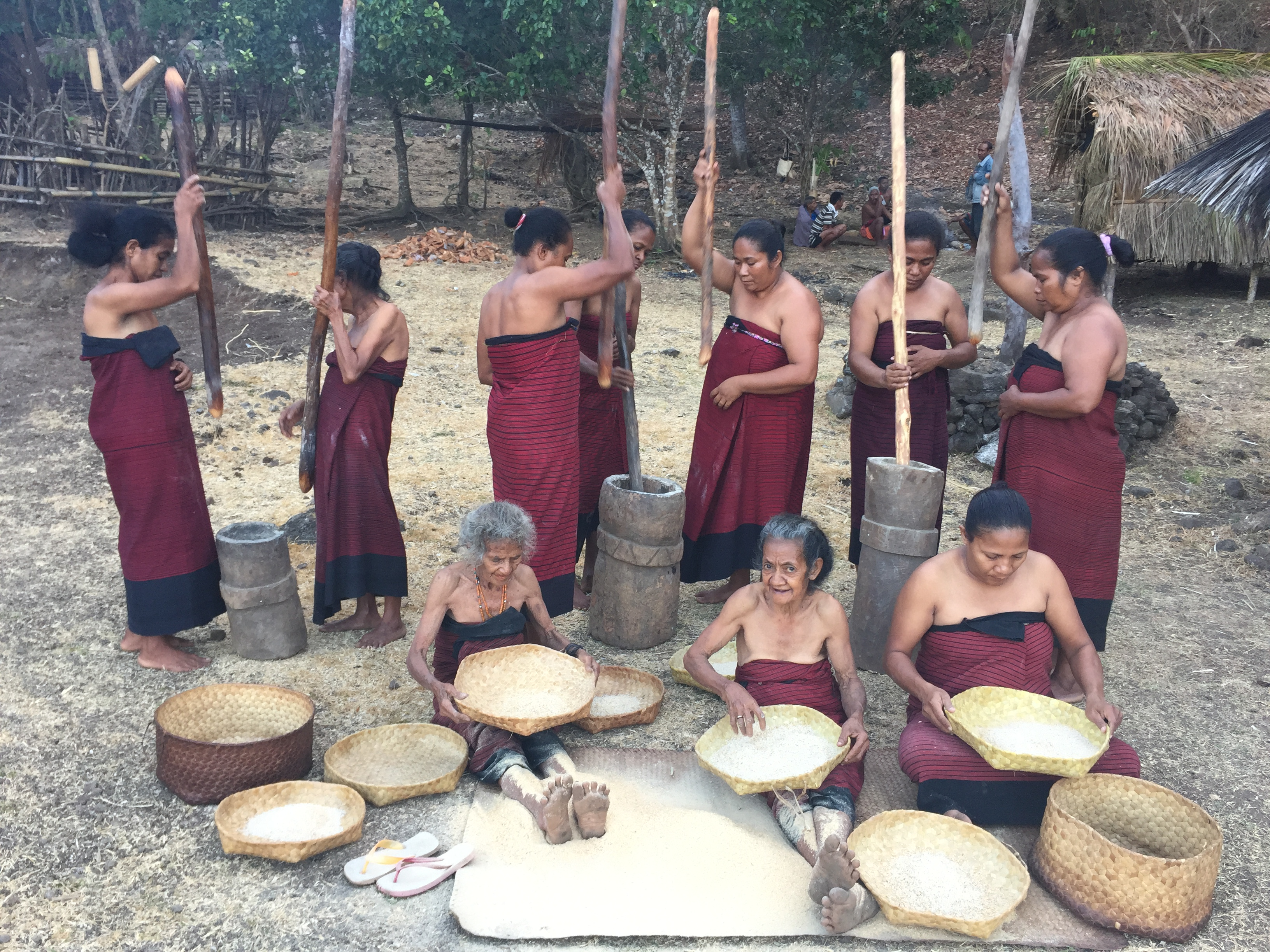
Reis, eines der Hauptnahrungsmittel, wird in Mörsern gestampft

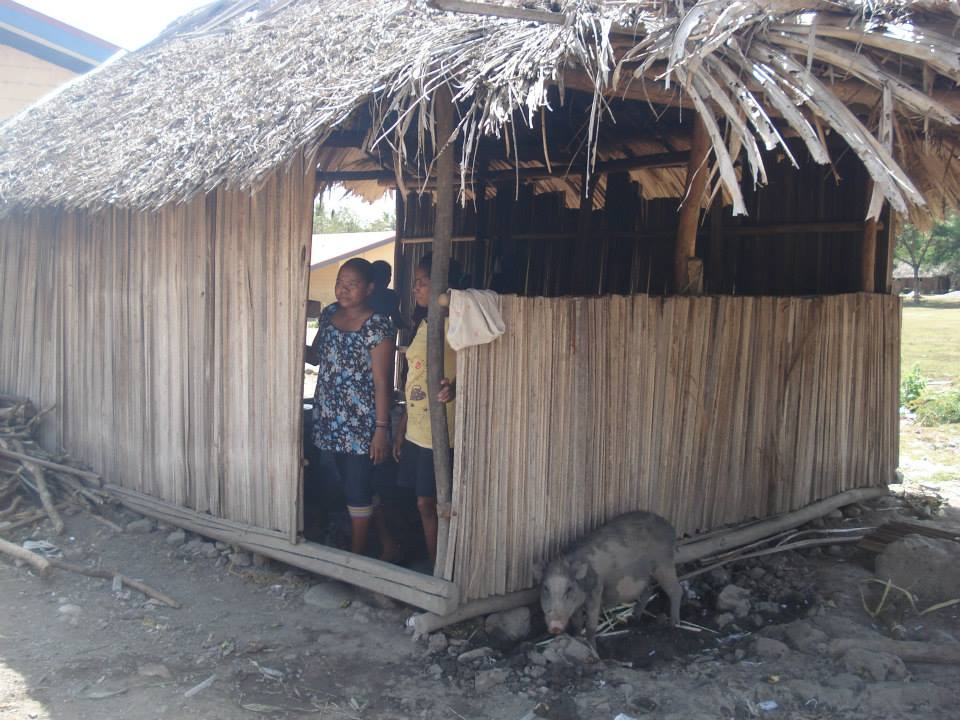
Die Küche dieser Familie in Clacuc befindet sich in einer eigenen Hütte

Allgemein sind Reis und Mais die Hauptnahrungsmittel in Osttimor. Die Grundlage der täglichen Versorgung bildet jedoch der Gartenbau für den Eigenbedarf. Süßkartoffeln und Maniok ergänzen ebenso den Speiseplan wie Erdnüsse, Sago, Taro, Kartoffeln, Brotfrucht, Kohl und Sorghumhirse. Als Obst kommen zum Beispiel Jackfrüchte, Melonen, Mangos und Bananen dazu. Einheimische Kürbisse waren vor allem in den Notzeiten des Befreiungskrieges ein wichtiger Teil der Ernährung der Unabhängigkeitskämpfer. In Europa eher unbekannte Früchte sind Salak, Jambul (Jamblang), Uha, Saramalé und Aidák. Als Beilagen zu Hauptgerichten dienen weiter Augenbohnen, Spinat und Kohl. Die Betelpfefferblätter, die zusammen mit Betelnüssen als leichtes Rauschmittel gekaut werden, dienen auch als Beilage.
Fisch (tetum Ikan) hat in erster Linie aufgrund der Transportschwierigkeiten an der Küste für die Ernährung der Bevölkerung eine Bedeutung. Während Meeresfische die zweitwichtigste Proteinquelle für die Osttimoresen sind, spielt Süßwasserfisch kaum eine Rolle. Am häufigsten kommen Sardinen auf den Tisch, gefolgt von Langschwanz-Thun, Makrelen und Schnapper. Auch Garnelen sind beliebt, werden aber wie Krabben, Meeresschnecken und Kalmare fast nur an der Küste gegessen, da ihr Preis im Landesinneren deutlich höher ist. An der Küste werden jährlich pro Kopf 17,6 kg Fisch gegessen, im Landesinneren sind es nur 4 kg. Der Landesdurchschnitt beträgt 6,1 kg, was in etwa auch die Menge ist, die ein Stadtbewohner in Osttimor pro Jahr isst. Meeresfrüchte werden gebraten, gegrillt und manchmal auch gedämpft. 75 % des angelandeten Fischs wird an der Küste frisch an die Endverbraucher verkauft, der Rest gelangt zum Kunden in getrocknetem, gegrilltem oder gesalzenem Zustand. In Supermärkten gibt es auch importierten, tiefgefrorenen Fisch. Frischen Fisch gibt es im Landesinneren nur wenig. Süßwasserfische werden, wenn, nur in der Monsunzeit gefangen. 2009 versuchte die Regierung Fischzuchten mit dem Mosambik-Buntbarsch, Milchfisch und Karpfen in kleinen Teichen auf dem Land zu fördern. 2000 Haushalte nahmen daran teil.
Der Stadtbewohner konsumiert durchschnittlich jährlich 19,1 kg Fleisch, der Landesdurchschnitt beträgt nur 13,3 kg. Es wird meistens gebraten oder gegrillt. Am häufigsten wird Hühnchen gegessen, daneben auch Schwein, seltener auch Rinder, Büffel und Ziegen. Fleisch und Fisch gibt es für den Großteil der Bevölkerung nur zu besonderen Anlässen wie Feiern und Zeremonien. Nur bei 48 % der Osttimoresen sind tierische Produkte Teil des täglichen Speiseplans. Neben dem Muskelfleisch werden auch die Innereien gegessen.
90 % der Haushalte benutzen Holz zum Kochen.

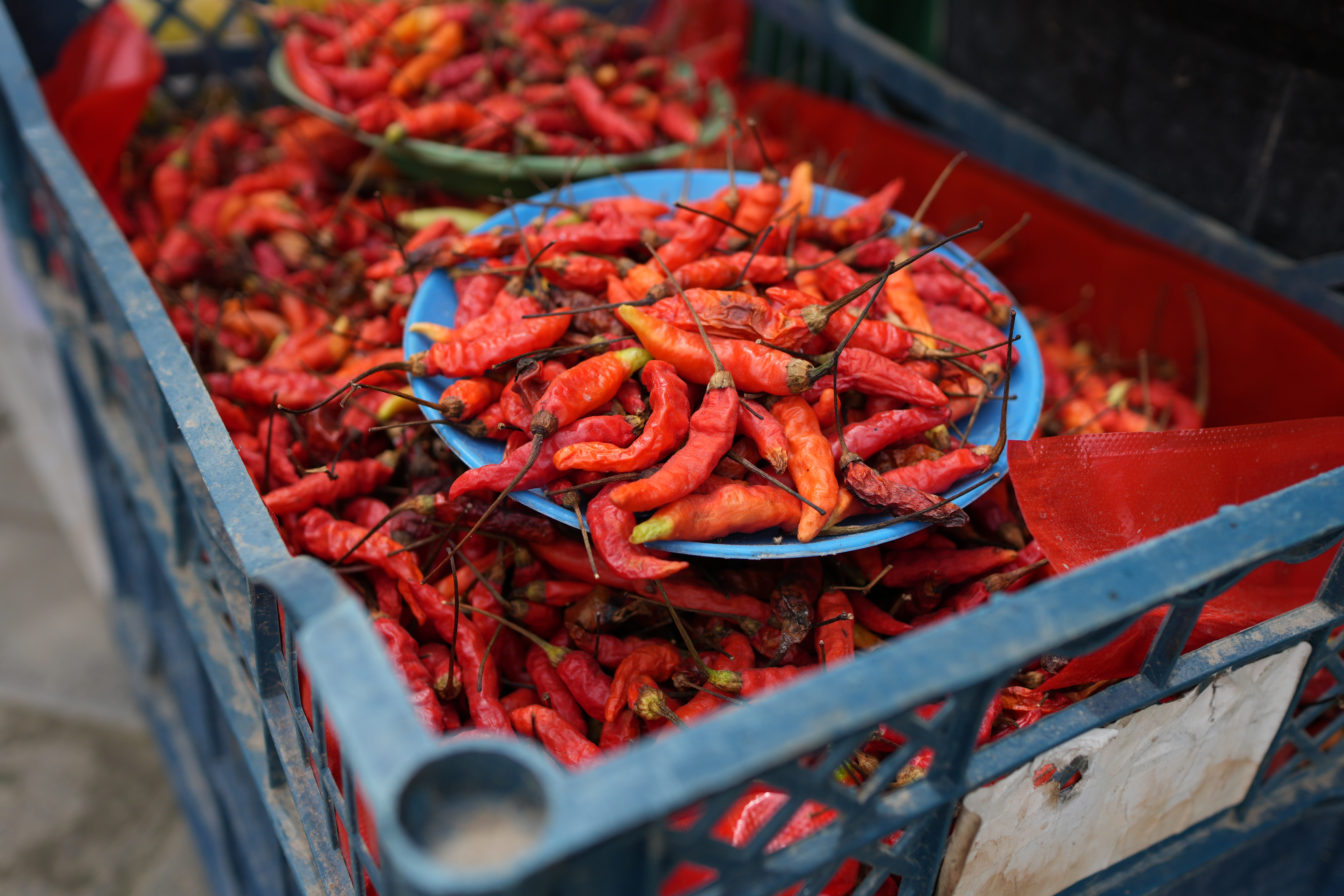
Chili in Dili
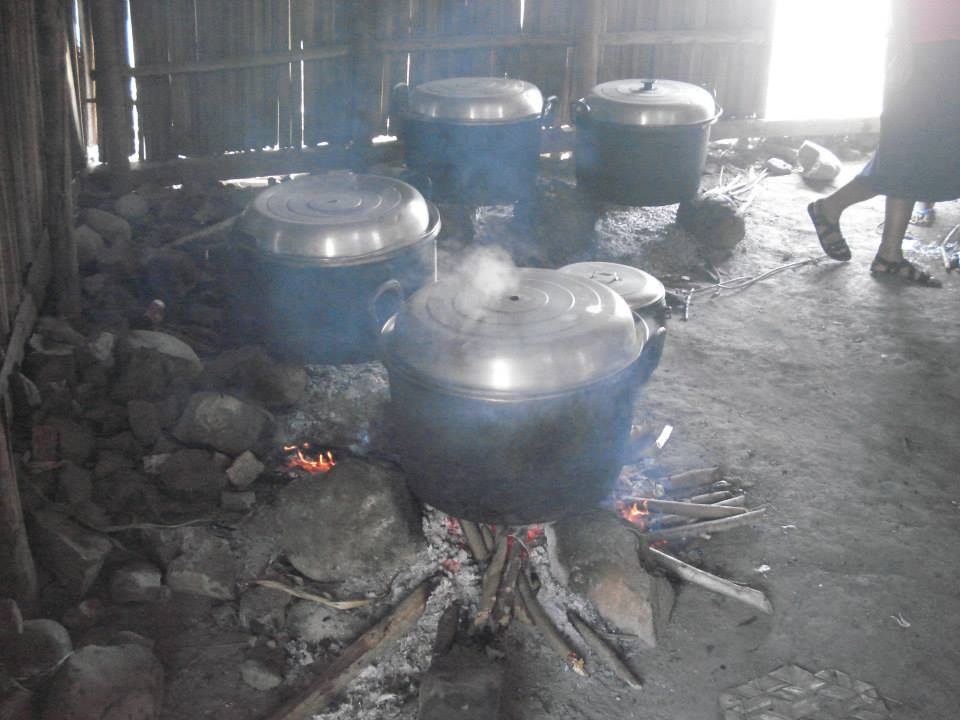
Reis und andere Gerichte werden in Töpfen auf Holzfeuern gekocht
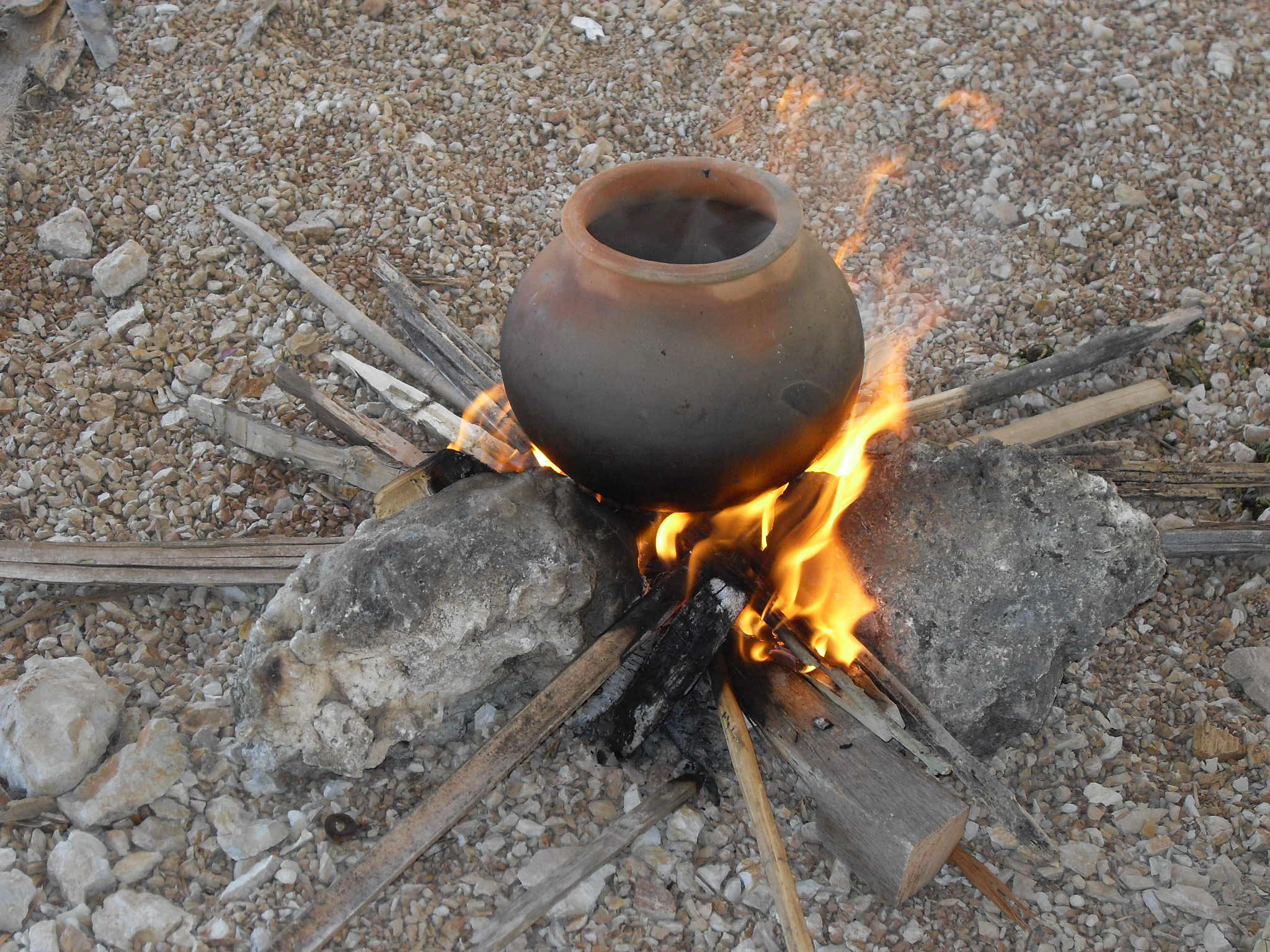
Kochen im Tonkrug auf dem offenen Feuer
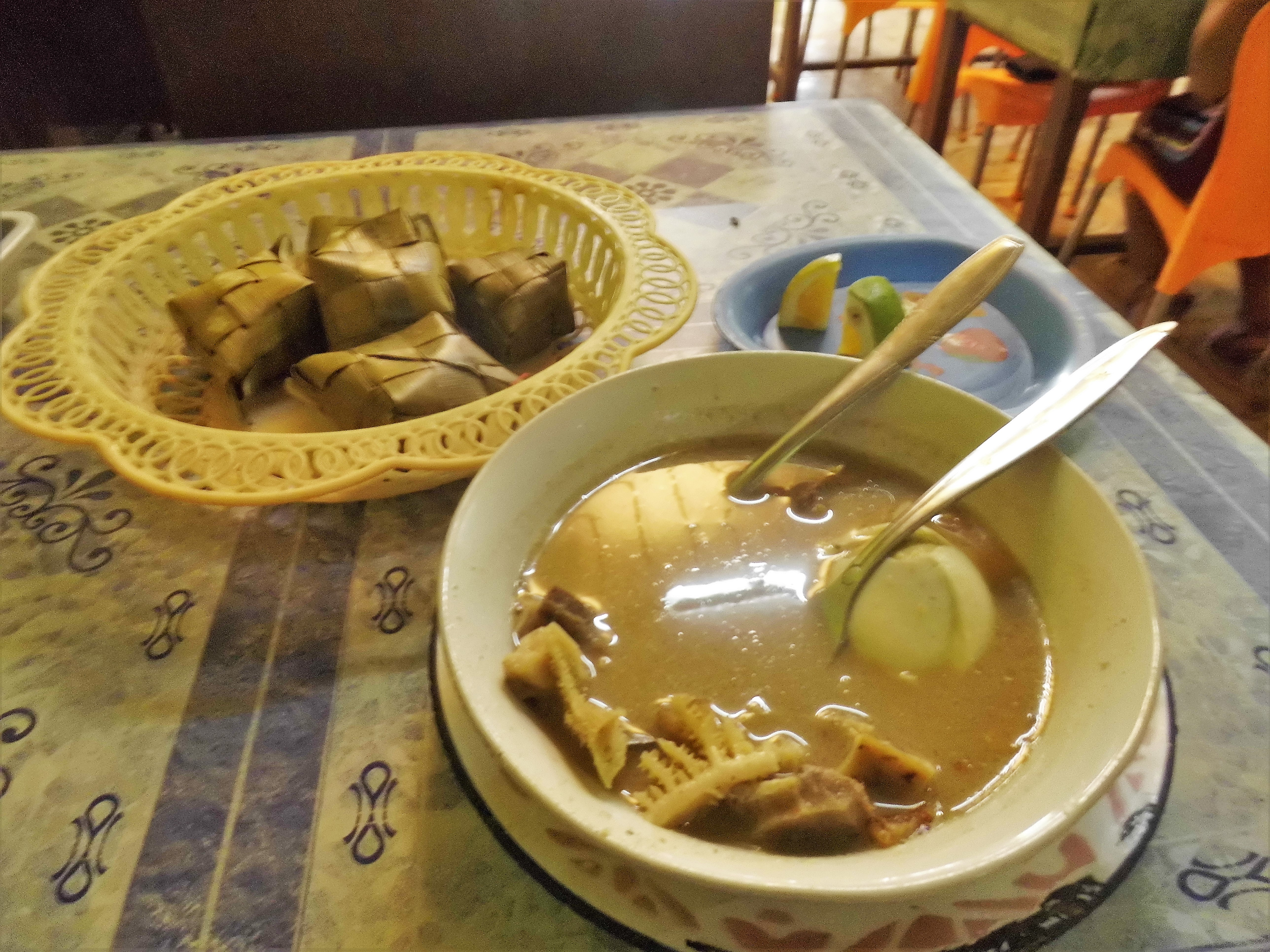
Einfaches Mahl in einem Restaurant in Kampung Alor. In den geflochtenen Päckchen aus Blättern befindet sich Reis
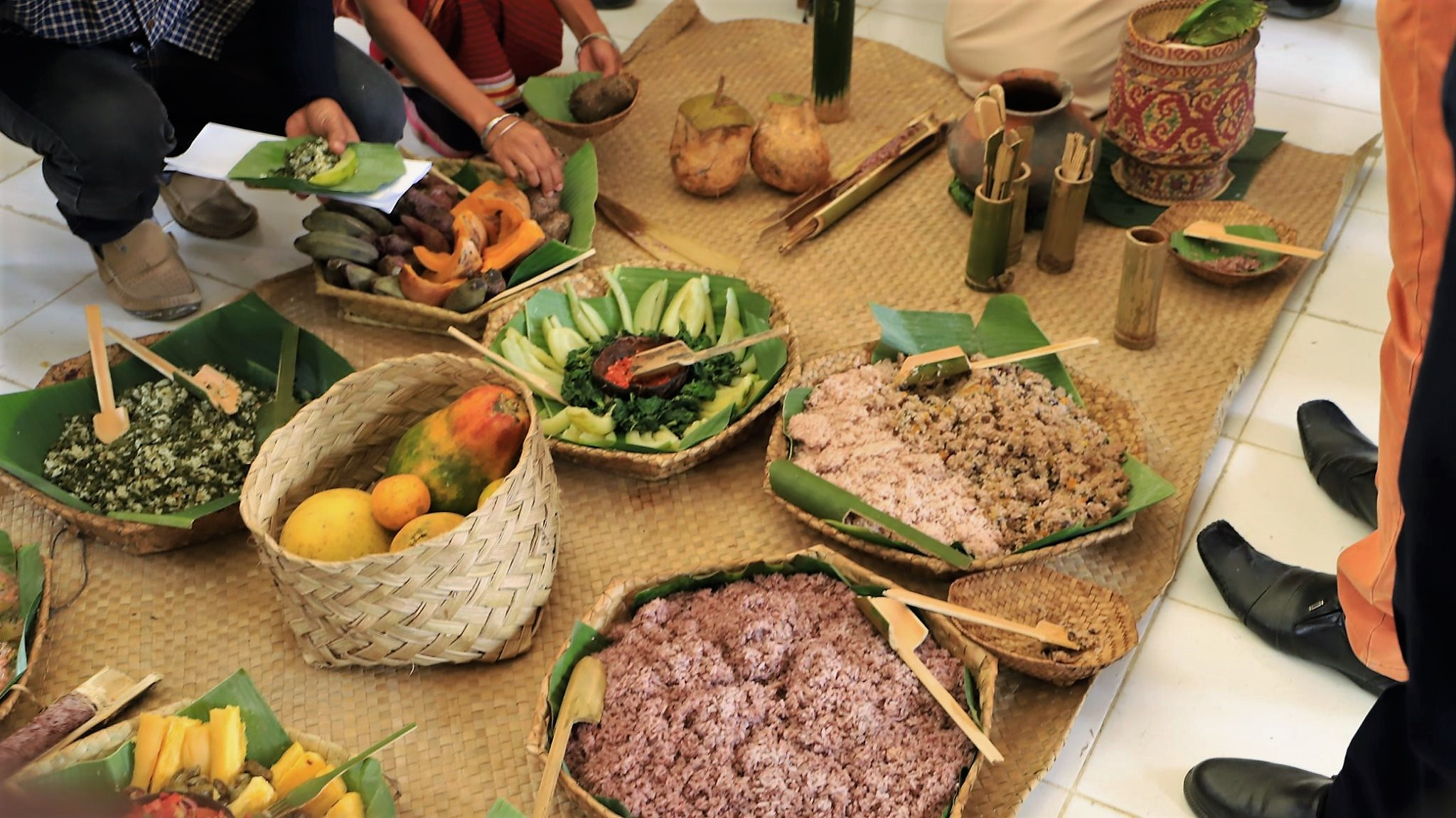
Buffet in Viqueque
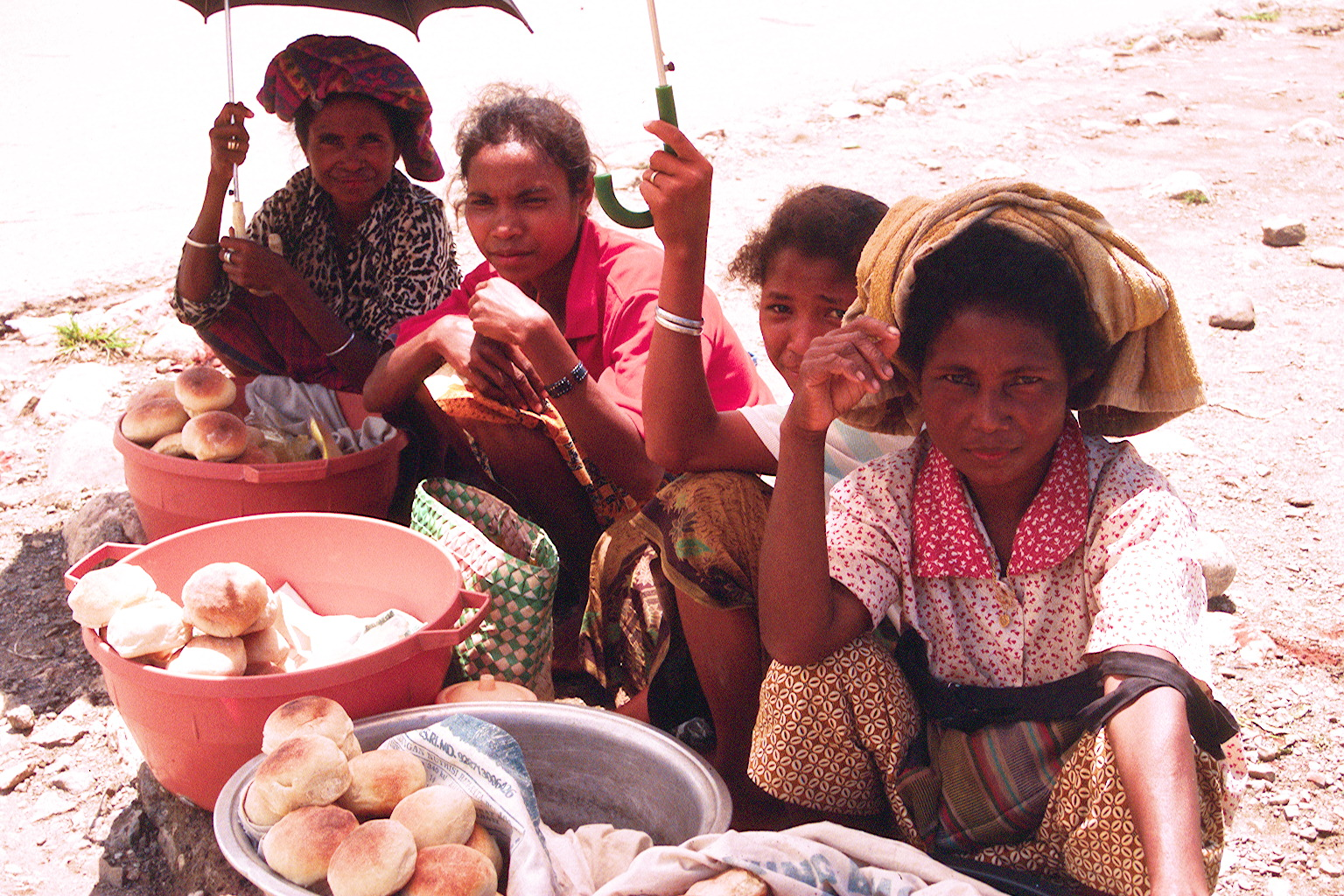
Brotverkäuferinnen in Maliana

## Lokale Gerichte und Getränke

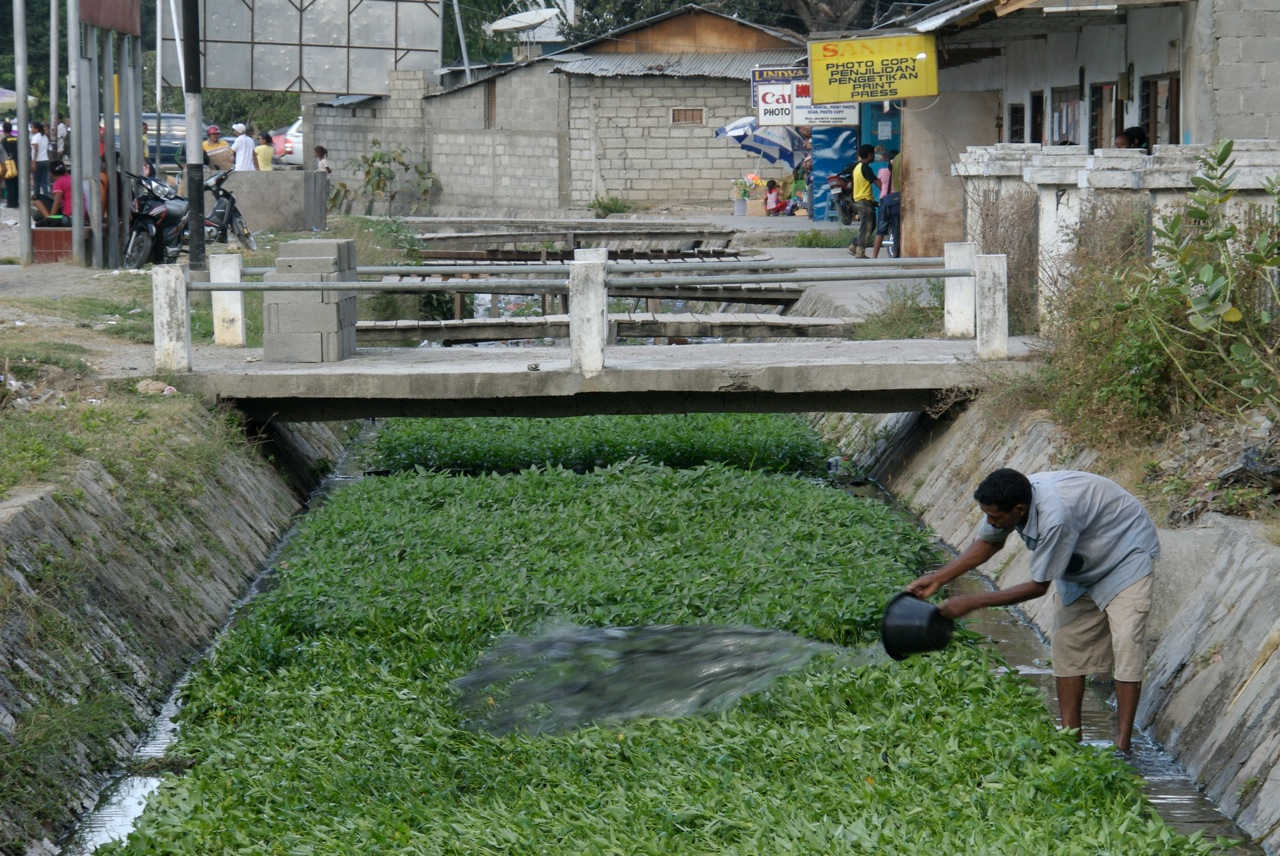
Wasserspinatkultur (Kanko) in einem Kanal von Dili

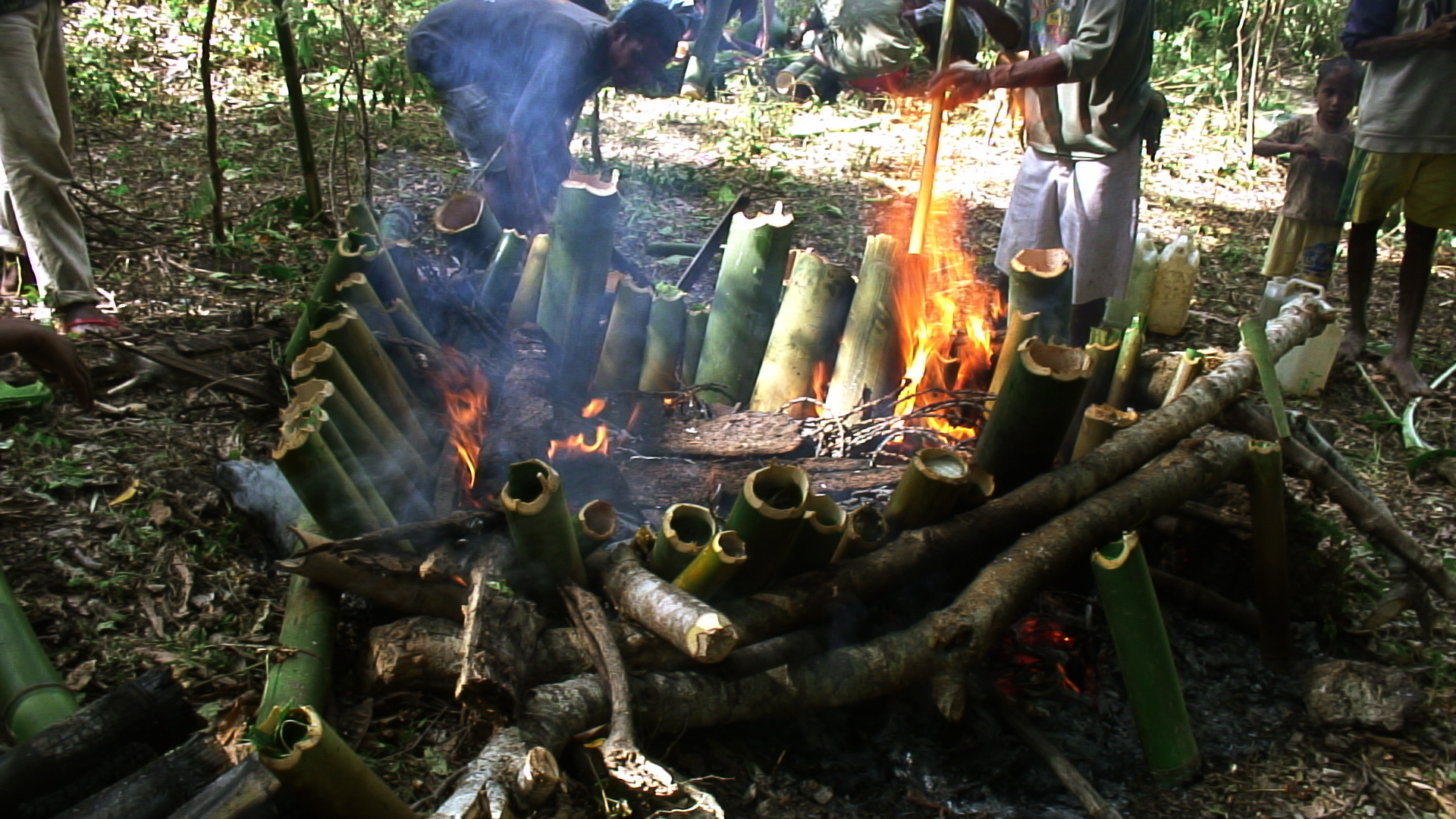
Tukir, gegart in Bambusstangen

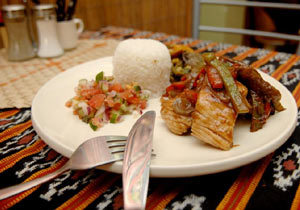
Ikan Sabuko mit Batar Da′an, Reis und Budu

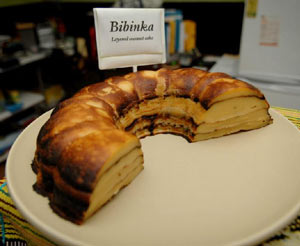
Bibinka

Chilisaucen (ai-manas), die von Ort zu Ort variieren, dienen als Würze für die traditionellen timoresischen Gerichte, jenseits der aus Portugal, China und Indonesien übernommenen Gerichte. Gerade die einfachen Speisen auf dem Land sind oft schlicht gekocht und erhalten durch die Sauce ihren Geschmack. Ein Snack, der auf der Straße verkauft wird und der auch als Vorspeise dient, sind hartgekochte Eier mit Chilisauce.
Thunfisch wird als gegrilltes Steak serviert. Gegrillte Sardinen sind ein portugiesisches Erbe. In den Dörfern an der Küste wird Ikan Soboko zubereitet. Dies sind Sardinen mit Tamarindesauce und Gewürzen, die in Palmenblättern am Feuer gekocht werden. Der Geschmack kann von mild bis sehr scharf reichen. Manchmal wird Fisch auch getrocknet, um ihn auf dem Markt weiter verkaufen zu können. Garnelen gelten als Delikatesse. Ikan Pepes ist Fisch, der in Bananenblätter gewickelt etwa eine halbe Stunde über Wasserdampf gegart wird. Zuvor wird der Fisch eingeschnitten und mit Chilipulver, Zwiebeln, Gewürznelken, Knoblauch, Ingwer, Kurkuma, Pfeffer und Tamarinde gewürzt.
Aufgrund der geographischen Lage Timors kommt es beim Ackerbau zur Mangelzeit zwischen November und Februar. Überbrückt werden diese traditionell mit Sago (tetum Akar), das zubereitet wird, wenn es nichts mehr anderes zu essen gibt. Es handelt sich dabei um die sonnengetrocknete und pulverisierte Rinde der Sagopalme. Das Pulver wird in Wasser zu einem Gelee angerührt und dann über Feuer zu Fladen gebacken. Das Ergebnis ist trocken und geschmacklos. Auch der Nährwert ist nicht sehr hoch, was die Mangelerscheinungen bei vielen Kindern in Osttimor erklärt. Es enthält vor allem Kohlenhydrate, wobei aber Vitamine, Mineralien und Proteine fehlen. 58 % der Bevölkerung zeigen Defizite beim Körperwachstum aufgrund von Unterernährung.
Von der Maek-Knolle (in Midiki: „Bau“) gibt es eine sogenannte „essbare“ Form, die in Gärten in der Trockenzeit in August und September angepflanzt wird und eine Wildform. Gekocht erinnert der Geschmack der angebauten Form, die im November nach Beginn des Regens zu reifen beginnt, an dem von Yamswurzeln. Die Wildform kommt nahezu überall im Wald vor, wo es nicht zu feucht ist. Ihr Stiel ist dunkler und sie verursacht im Mund bereits einen Juckreiz, wenn sie nicht richtig gekocht wird. Die Knolle wird auch geröstet und zum Frühstück verzehrt. Auch zur Feier der Reisernte gehörte sie zum Festmahl.
Beim Mechi-Fest im Februar und März fangen die Fataluku an der Ostspitze Timors maritime Meci-Würmer, die mit Chili und Zitrone roh als Salat gegessen werden.
Wie in vielen anderen Teilen Ostasiens ist hier der Verzehr von Hundefleisch üblich. Allerdings soll sich diese Sitte erst in den 1980er-Jahren von Sulawesi kommend hier eingebürgert haben, als in Colmera, einem Stadtteil von Dili, das erste Hundefleisch-Restaurant eröffnete. Hund wird zum Beispiel mit Chili, Zitronengras und Gewürznelken gewürzt und mit weißem Reis serviert.
Tapai ist ein fermentiertes, leicht alkoholisches Reisgericht, das süßlich-scharf schmeckt. Es gilt als Delikatesse und kann in Variationen auch in anderen Teilen Südostasiens gefunden werden. Zur Herstellung wird Reis in Wasser gekocht und abgekaltet mit Hefe versetzt. Die Mischung bleibt zwei bis vier Tage in einem geschlossenen Tonkrug, bis sie wässrig wird und einen charakteristischen Geruch annimmt.

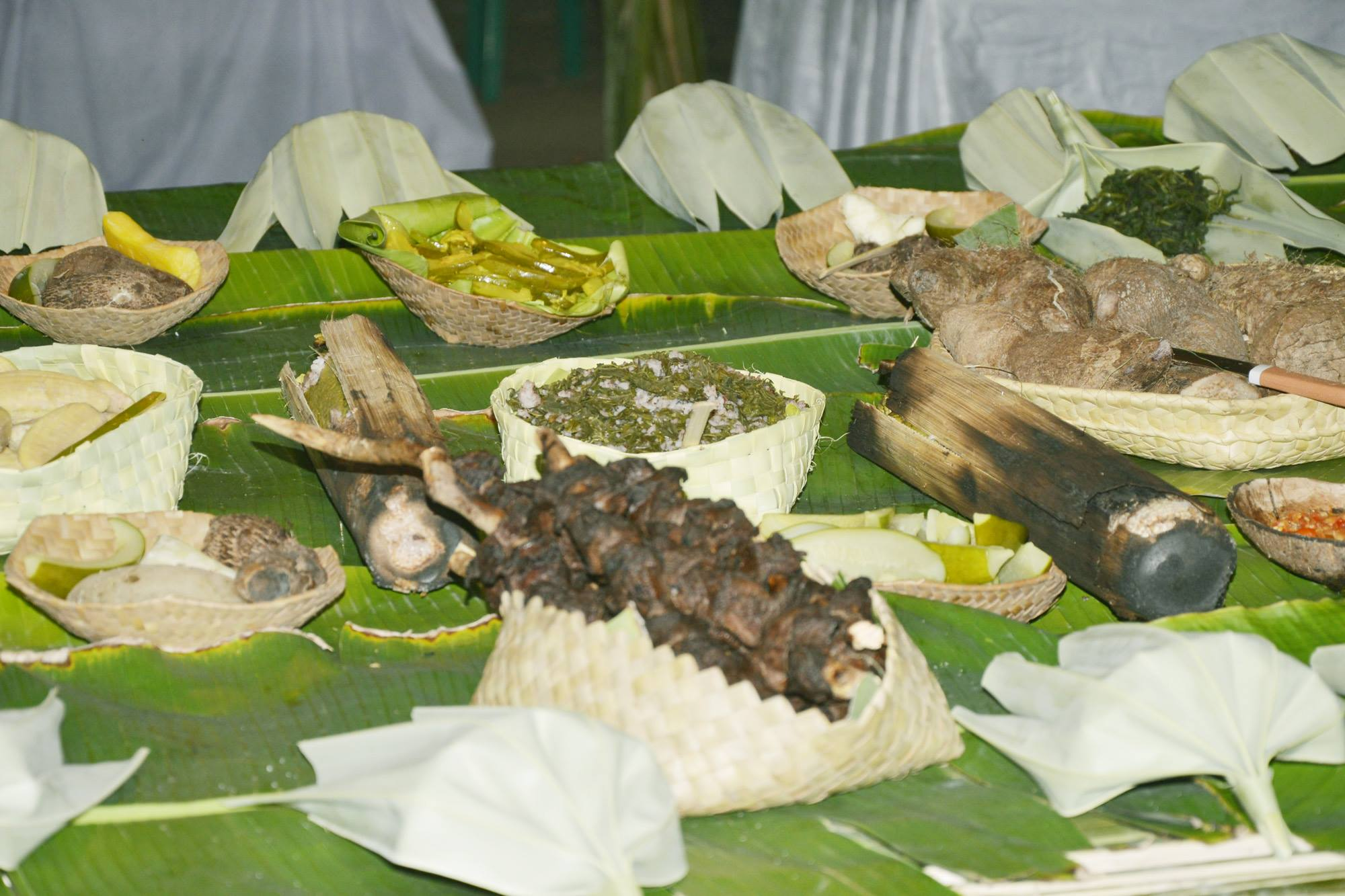
Festessen in Samalari mit Fleischspießchen, Reis mit Blättern und Gemüse

Ein typisches Gericht ist Kaldeirada, gekochtes Fleisch (meist Lamm) mit Kartoffeln, Paprika, Gewürzen und Oliven als Beilage. Auch beliebt ist Tukir, ein Lammgericht, das mit vielen Gewürzen in Bambusstangen am offenen Feuer gekocht wird. Schweinerippen mit Tamarinden und Sojasoße werden Midarsin genannt. Batar Da′an (tetum gekochter Mais) ist eine Mischung aus Mais, Mungbohnen und Kürbis, die mit Reis zusammen gegessen wird. Budu sind Tomaten und Zwiebeln, die in Minze und Zitronensaft eingelegt werden und als Beilage dienen. Das lokale milde Curry wird Caril genannt und kann zum Beispiel Huhn oder Fisch enthalten. Neben Reis wird es auch mit Mais serviert. Aus Portugal stammt Feijoada, ein Eintopf aus Bohnen, Schweine- oder Rindfleisch.
Als Nachtisch bekommt man frittierte Bananen, Koibandera, Katupa (Reis mit Kokosnussmilch) und als regionale Spezialität Koirambu, einen Reismehlkuchen, der wörtlich übersetzt „Haarkuchen“ heißt. Er sieht aus wie zu einem Dreieck geformte dünne Haare.
Wie auch in China haben sich die portugiesischen Pastéis de Nata hier zum festen Bestandteil des süßen Angebots der osttimoresischen Küche entwickelt. Bibinka ist ein Kokosnusskuchen, der in Bananenblättern gegrillt wird. Ein Kaffee beendet das Essen.

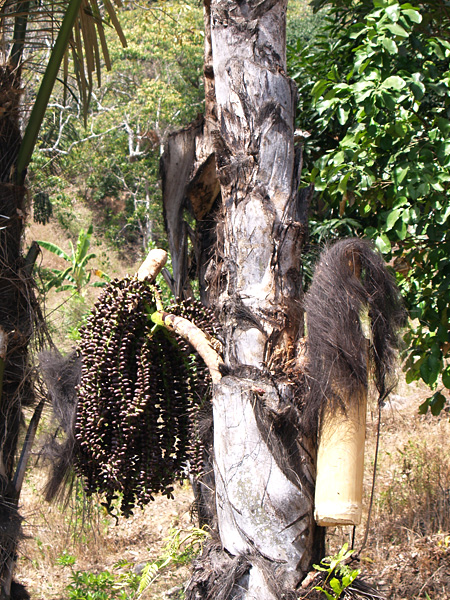
Palmsaft wird zur Herstellung von Palmwein aufgefangen

Traditionelle Alkoholika sind verschiedene Palmweine (Tuaka und Tua Mutin) und Palmweinbrand (Tua Sabu). Der Konsum von portugiesischem Wein ist ein Erbe der Kolonialzeit. Bier wird aus Australien, Indonesien und Singapur importiert. Seit einigen Jahren hat Heineken eine Brauerei in Hera und produziert auch Limonaden. Die von Heineken gebraute osttimoresische Biermarke heißt Liurai und wird aus Maniok hergestellt.
Kaffee ist seit seiner Einführung im 18. und 19. Jahrhundert zu einem Hauptexportgut Osttimors geworden und auch im Land selbst zum Frühstück sehr beliebt. Der Arabica-Kaffee wächst vor allem in den Bergen. Ermera ist das Hauptanbaugebiet. Tee wird heiß und süß in Gläsern serviert. Beim Frühstück gibt es zu Kaffee und Tee in der Stadt Brot und Butter. Die Landbevölkerung beginnt den Tag mit gekochten Süßkartoffeln, Tarowurzeln oder Maniok, die mit Chilisauce gegessen werden. Kopi Laku, der Katzenkaffee, wird für den Export produziert.